# Maskine
 For alternative betydninger, se Maskine (flertydig). (Se også artikler, som begynder med Maskine)
En maskine er et mekanisk, organisk og/eller elektronisk redskab (fx apparat eller værktøj), som overfører og/eller ændrer energi for at udføre eller hjælpe i udførelsen af en ønsket opgave. En maskine indeholder en eller flere dele.
Maskiner er sædvanligvis drevet af mekaniske, kemiske, termiske eller elektriske midler - og er ofte motoriserede.
Man kan klassificere mekaniske maskiner i enkle maskiner og sammensatte maskiner. En enkel maskine er et apparat, som ændrer retningen eller størrelsen af kraft. En sammensat mekanisk maskine består af flere enkle maskiner.
Eksempler på maskiner omfatter fartøjer, elektroniske systemer, molekyle maskiner, computere, fjernsyn, og radioapparater.

## Etymologi og historisk
Ordet "maskine" kommer af latin máchina, der igen tog udgangspunkt i machaná, et ord fra vestgræsk dialekt. På jonisk dialekt hed det derimod michaní, der har givet ophav til ordet "mekanik". 
Betydningen af det engelske ord for maskine; "machine" kan spores via Oxford English Dictionary til en uafhængig fungerende struktur - og via Merriam-Webster Dictionary til noget som er blevet konstrueret. Dette omfatter menneskets design - i betydningen af maskine.